# 七宗村立室兼小学校
七宗村立室兼小学校（ひちそうそんりつ　むろがねしょうがっこう）は、かつて岐阜県加茂郡七宗村に存在した公立小学校。

## 概要
- 現在の七宗町上麻生室兼に存在し、現在の七宗町上麻生（旧・加茂郡上麻生村）の北部が校区であった。1966年上麻生小学校に統合され廃校。
- 建物は民間会社の倉庫に転用されたが、1990年（平成2年）に取り壊された[1]。跡地には石の門柱が残り、かつての校庭は桜の名所となっている[2]。

## 沿革
- 1879年（明治12年） - 上麻生村室兼区に公立麻生学校室兼分教場を設置。
- 1886年（明治19年） - 室兼尋常小学校として独立。上麻生村室兼区内上野屋敷4045に校舎を新築し移転[3]。
- 1910年（明治43年） - 農業補習学校を設置。
- 1921年（大正10年） - 校舎を増築[4]。
- 1939年（昭和14年）11月3日 - 校舎を新築。同時に住所を上野屋敷4045から上野屋敷4052に変更[5]。
- 1941年（昭和16年）4月1日 - 室兼国民学校に改称する。
- 1947年（昭和22年）4月1日 - 上麻生村立室兼小学校に改称する。上麻生村立上麻生中学校室兼分校を併設する。
- 1948年（昭和23年）3月 - 上麻生中学校室兼分校を廃止。
- 1955年（昭和30年）2月11日 - 武儀郡神渕村と加茂郡上麻生村とが合併し、加茂郡七宗村が発足。同時に七宗村立室兼小学校に改称する。
- 1966年（昭和41年）3月 - 上麻生小学校に統合され廃校。上麻生小学校室兼分教室となる。
- 1967年（昭和42年）3月 - 上麻生小学校室兼分教室を廃止。